# Milton Geovanny Palacios
Milton Geovanny Palacios Vuelto (Sambo Creek, Atlántida, Honduras; 17 de abril de 1988) es un futbolista hondureño. Juega de Lateral derecho y su actual equipo es el Oro Verde de la Liga de Ascenso de Honduras.

## Trayectoria

### Motagua
Milton Geovanny Palacios, oriundo de Sambo Creek, se formó en un club llamado Racing de Sambo Creek. Estuvo entrenando por nueve meses con las reservas del Cagliari Calcio de la Serie A de Italia, pero nunca firmó. En 2008, a sus 19 años de edad, se anunció que había sido fichado por el Liverpool de la Primera División de Uruguay. Sin embargo, el club se negó a contratar los servicios de Palacios, por lo que tuvo que regresar a Motagua. 
Durante su estadía por Motagua tuvo el privilegio de jugar la Copa Sudamericana 2008, donde los "Azules" se vieron eliminados por el Arsenal de Sarandí en la Segunda fase del torneo. 

### Marathón
El 8 de enero de 2010, se anunció su traspaso al Marathón, vigente monarca del fútbol hondureño en aquel entonces. Su paso por el equipo verdolaga duraría 1 año y medio.

### Petapa
Para mediados de 2011 se convertiría en refuerzo del Deportivo Petapa de la Liga Nacional de Guatemala. 

### Heredia
El 27 de enero de 2014 fue anunciada su llegada al Heredia, con el cual anotaría 8 goles en 18 partidos durante el Clausura 2014 de la Liga Nacional de Guatemala.

### San Antonio Scorpions
El 9 de agosto de 2015 fichó por el San Antonio Scorpions de la North American Soccer League. Haría su debut con anotación incluida el 15 de agosto de 2015, en un partido de visita ante New York Cosmos que perdieron por 2-1.

## Clubes
| Club                  | País                | Año                 | Partidos | Goles |
| --------------------- | ------------------- | ------------------- | -------- | ----- |
| Motagua               | Honduras            | 2007 - 2009         | 2        | 0     |
| Marathón              | Honduras            | 2010 - 2011         | 6        | 1     |
| Petapa                | Guatemala           | 2011 - 2013         | ?        | ?     |
| Heredia               | Guatemala           | 2014                | 18       | 8     |
| Puerto de San José    | Guatemala           | 2014 - 2015         | ?        | ?     |
| San Antonio Scorpions | Estados Unidos      | 2015                | 14       | 1     |
| San Antonio FC        | Estados Unidos      | 2016 - 2017         | 22       | 2     |
| Audaz                 | El Salvador         | 2018                | 18       | 2     |
| Suchitepéquez         | Guatemala           | 2020 - 2021         | 12       | 0     |
| Cedrito FC            | Honduras            | 2021 - 2022         | ?        | ?     |
| Sabá FC               | Honduras            | 2022                | ?        | ?     |
| Oro Verde FC          | Honduras            | 2022 - Presente     | ?        | ?     |
| Total en su carrera   | Total en su carrera | Total en su carrera | 73       | 12    |

## Selección nacional
Participó con la Selección de Honduras Sub-17 y Sub-20 para las clasificaciones a las Copa Mundial de Fútbol Sub-17 de 2005 y Copa Mundial de Fútbol Sub-20 de 2007.

## Palmarés

### Campeonatos internacionales
| Título                       | Club    | País     | Año  |
| ---------------------------- | ------- | -------- | ---- |
| Copa Interclubes de la Uncaf | Motagua | Honduras | 2007 |